# Dawndraco
Dawndraco — рід птерозаврів родини птеранодонтиди. Жив за пізньої крейди (пізній коньякський—ранній сантонський вік) на території Канзасу, США.

## Історія вивчення
Dawndraco було виділено Кельнером (2010) на основі типового і єдиного зразка, що його Беннетт (1994) раніше відніс до Pteranodon sternbergi. Кельнер заперечував, що відмінності рострумів цих двох значніші за очікувані для індивідуальної чи географічної варіації та статевого диморфізму. Він стверджував, що, нехай гребінь голотипа неповний, передня частина явно показує, що в D. kanzai він не був таким високим і спрямованим вгору, кісткова частина основи гребеня P. sternbergi (Geosternbergia sternbergi за Кельнером (2010)) куди розвиненіша, і D. kanzai на додачу відрізняється паралельністю верхньої й нижньої сторін роструму.
Нові таксони Кельнера не здобули широкого визнання серед науковців, і часто натомість використовували систему Беннетта (згідно з якою північноамериканські птеранодонтиди переважно розділяються на два види птеранодона — P. longiceps і P. sternbergi). Martin-Silvestrone et al. (2017) виступили з критикою праці Кельнера. Вони стверджували, що UALVP 24238 — неповнолітня особина (всупереч Кельнерові (2010)), вказуючи на такі факти, як пористість поверхонь деяких кісток кінцівок (ознака неповної осифікації), відсутність зрощення деяких кісток (зокрема, до нотаріуму включено 5 хребців замість 6), невеликий розмір головного гребеня (помітний не дивлячись на його неповне збереження) та невеликий для птеранодонтида розмір голотипа (розмах крил бл. 4 метрів).
Martin-Silvestrone et al. (2017) розкритикували діагноз Кельнера (2010), вказуючи на неможливість визначення довжини роструму при житті через те, що невідому частину щелеп єдиного відомого зразка втрачено, проблематичність визначення кута між гребенем і вентральною частиною черепа через тафономічну деформацію черепа й природню заокруглену форму обох елементів, неможливість визначення наявності відростка сльозової в інших видів птеранодона (в багатьох зразків відповідний регіон черепа погано збережено), сумнівність діагностичної цінності форми нижнього скроневого отвору UALVP 24238 через пошкодження й попадання ширини цього отвору в діапазон варіації птеранодона, проблематичність обох характеристик нижньої щелепи через неоднозначність формулювання «гілки нижньої щелепи нижчі за птеранодонові» й через попадання UALVP 24238 в діапазон варіації птеранодона за обома, й на те, що хвостові хребці Dawndraco не довші, а коротші за Pteranodon longiceps. Натомість вони вказали на наявність у нього деяких спільних особливостей із P. sternbergi, й підсумовували що він може представляти молодого самця P. sternbergi.

## Опис
Кельнером (2010) було запропоновано такий діагноз для цього птерозавра: рострум до анторбітального отвору більш видовжений ніж у будь-якого іншого птеранодонтида; дорсальний та вентральний боки черепа перед назоанторбітальним отвором практично паралельні; задній відросток передщелепної (передня сторона гребеня) відходить від вентральної сторони черепа під 45-градусним кутом; наявний короткий відросток сльозової кістки спрямований в очну ямку; нижній скроневий отвір вужчий за такі інших птеранодонтид, його нижня частина нагадує щілину; гілки нижньої щелепи нижчі за птеранодонові; хвостові хребці довші й дистально не зменшуються так різко як у птеранодона.